# Autoritatea Aeronautică Civilă Română
Autoritatea Aeronautică Civilă Română (AACR) este o regie autonomă de interes public național care îndeplinește sarcini de reglementare și supraveghere a siguranței în managementul traficului aerian.
A fost înființată în anul 1993 prin HG nr. 405/12.08.1993.